# Hector Herremans
Hector Clement Herremans (Nieuwenhove, 5 mei 1909 - onbekend) was een Belgische atleet, die gespecialiseerd was in het speerwerpen. Hij werd één keer Belgisch kampioen.

## Biografie
Herremans werd in 1936 Belgisch kampioen speerwerpen.
Herremans begon zijn carrière bij AA Gent en stapte samen met zijn broer Jules, ook een speerwerper, over naar Union Sint-Gillis. Later werd hij clubtrainer bij CS Etterbeek.

## Belgische kampioenschappen
| Onderdeel   | Jaar |
| ----------- | ---- |
| speerwerpen | 1936 |

## Persoonlijk record
| Onderdeel   | Prestatie | Datum            | Plaats     |
| ----------- | --------- | ---------------- | ---------- |
| speerwerpen | 56,21 m   | 19 augustus 1934 | Gentbrugge |

## Palmares
speerwerpen
- 1933:  BK AC - 51,06 m
- 1936:  BK AC - 55,67 m
- 1941:  BK AC - 48,91 m